# Razpolovišče
Razpolovíšče je v geometriji srednja točka daljice in je enako oddaljena od obeh njenih krajišč. V dvorazsežnem kartezičnem prostoru je razpolovišče krajišč {\displaystyle (x_{1},y_{1})} in {\displaystyle (x_{2},y_{2})} enako:
{\displaystyle \left({\tfrac {x_{1}+x_{2}}{2}},{\tfrac {y_{1}+y_{2}}{2}}\right)\!\,.}
V trirazsežnem kartezičnem prostoru je razpolovišče krajišč {\displaystyle (x_{1},y_{1},z_{1})} in {\displaystyle (x_{2},y_{2},z_{2})} enako:
{\displaystyle M=\left({\tfrac {x_{1}+x_{2}}{2}},{\tfrac {y_{1}+y_{2}}{2}},{\tfrac {z_{1}+z_{2}}{2}}\right)\!\,.}
Čez razpolovišče pravokotno na daljico poteka njena simetrala.